# Sint-Stanislaskapel
De Sint-Stanislaskapel is een rooms-katholieke kapel aan het Westplantsoen in de stad Delft, in de Nederlandse provincie Zuid-Holland. De kapel is verbonden aan het naastgelegen Stanislascollege en de communiteit van de paters jezuïeten.
Bij de kapel is in november 2014 een gedachteniskapel ingericht voor de vermoorde jezuïeten Nico Kluiters en Frans van der Lugt.

## Geschiedenis
De eerste steen werd gelegd op 21 juni 1955 en op 13 november 1956 - de gedenkdag van Sint-Stanislas - werd deze ingewijd door bisschop Martinus Jansen. Architect van de kapel, die werd ontworpen in de stijl van de Bossche School, was Jan van der Laan.

## Afbeeldingen

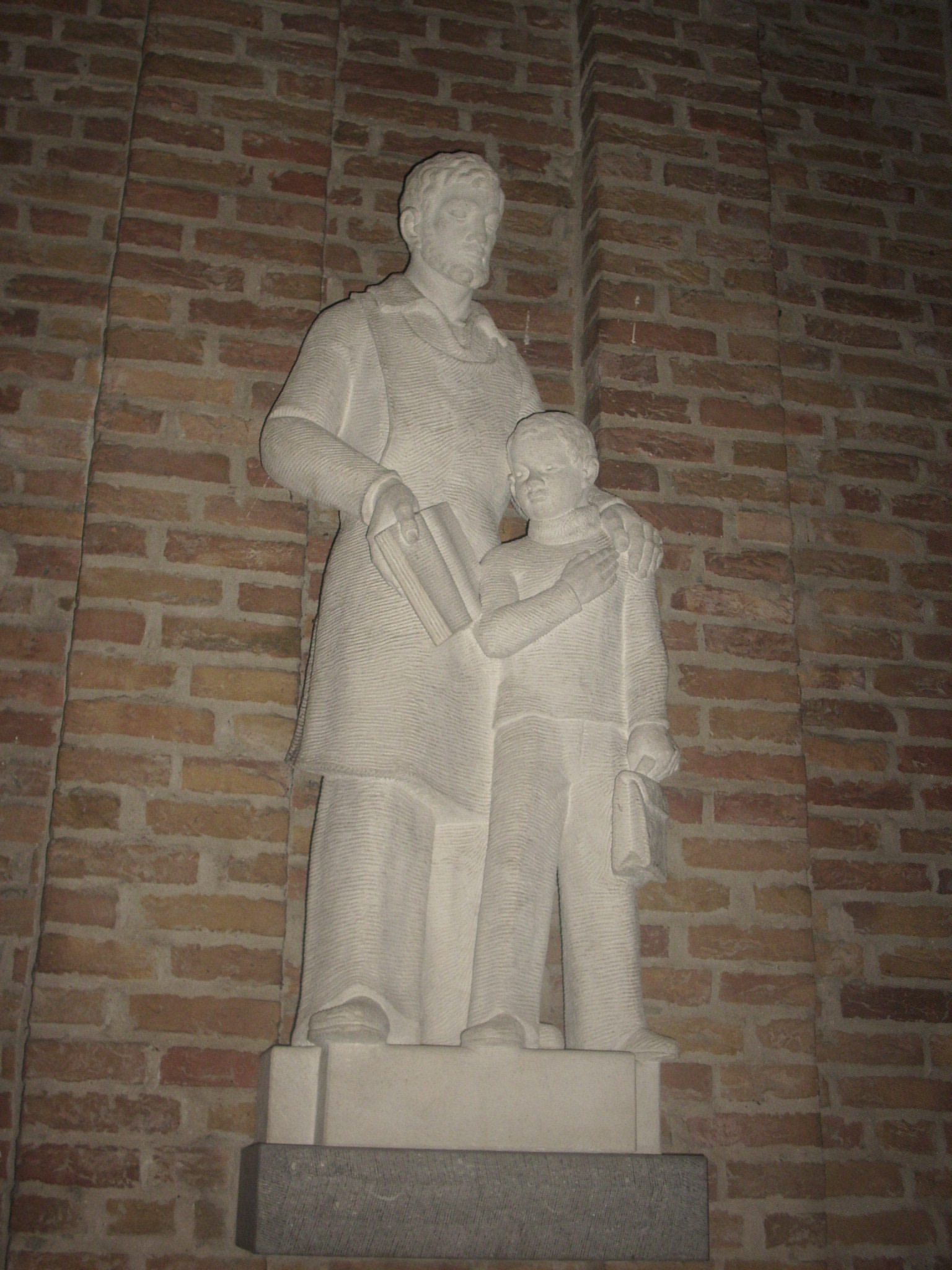
Standbeeld van Sint Josef
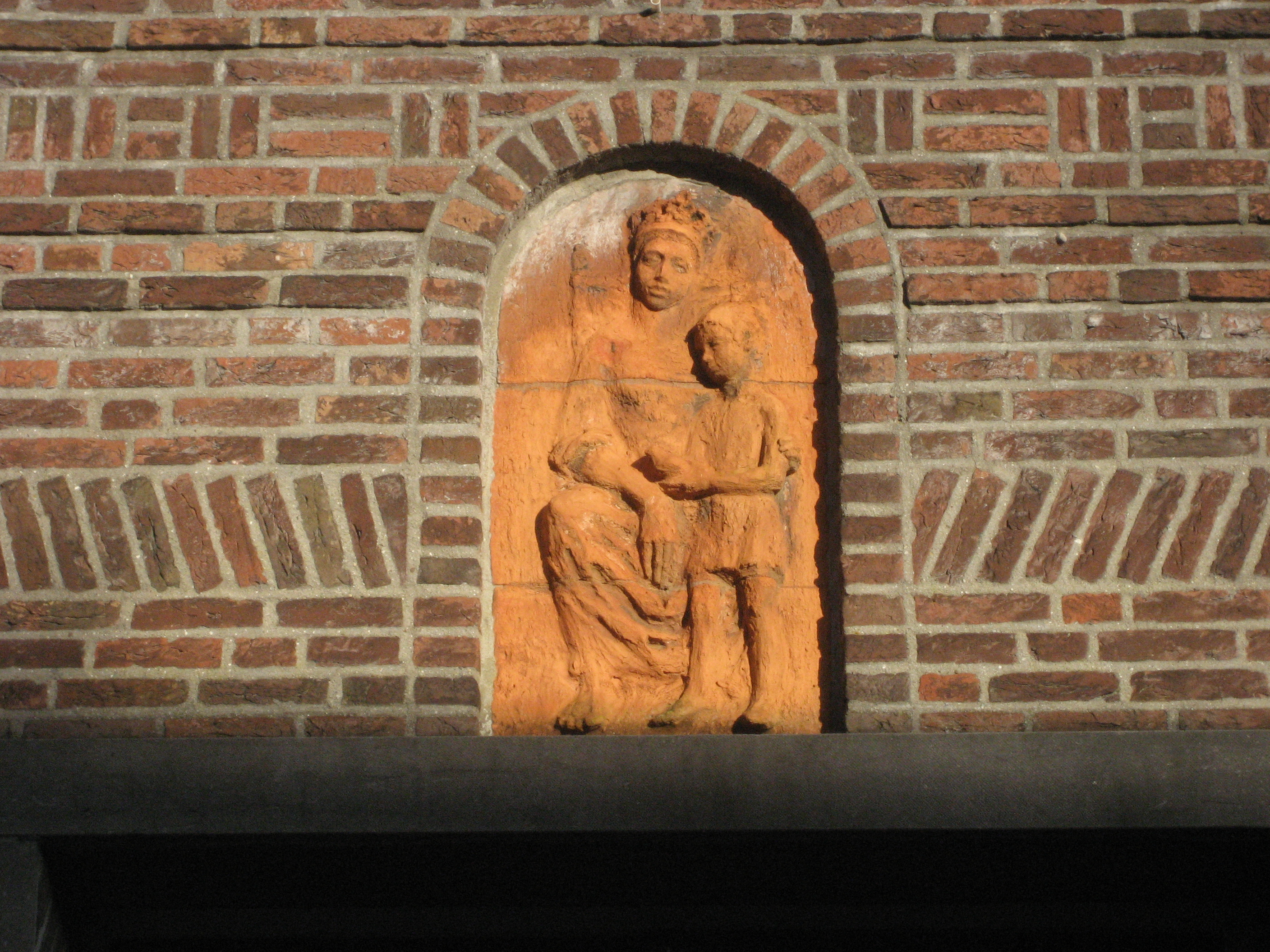
Beeld boven ingang van de kapel: Maria met leerling (ontwerp: Jan Kistemaker)
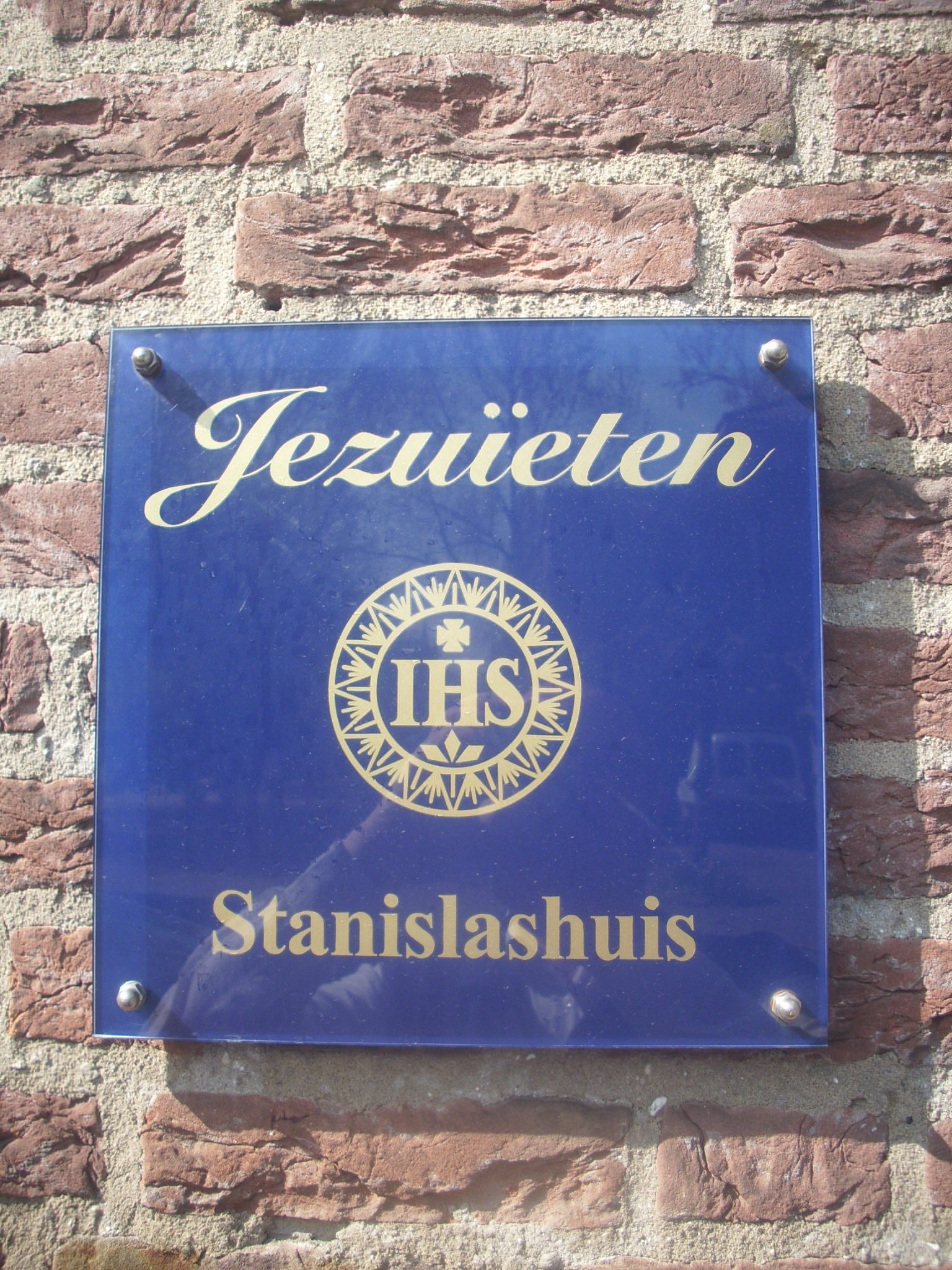
Plaquette op "patershuis" tegenover de kapel
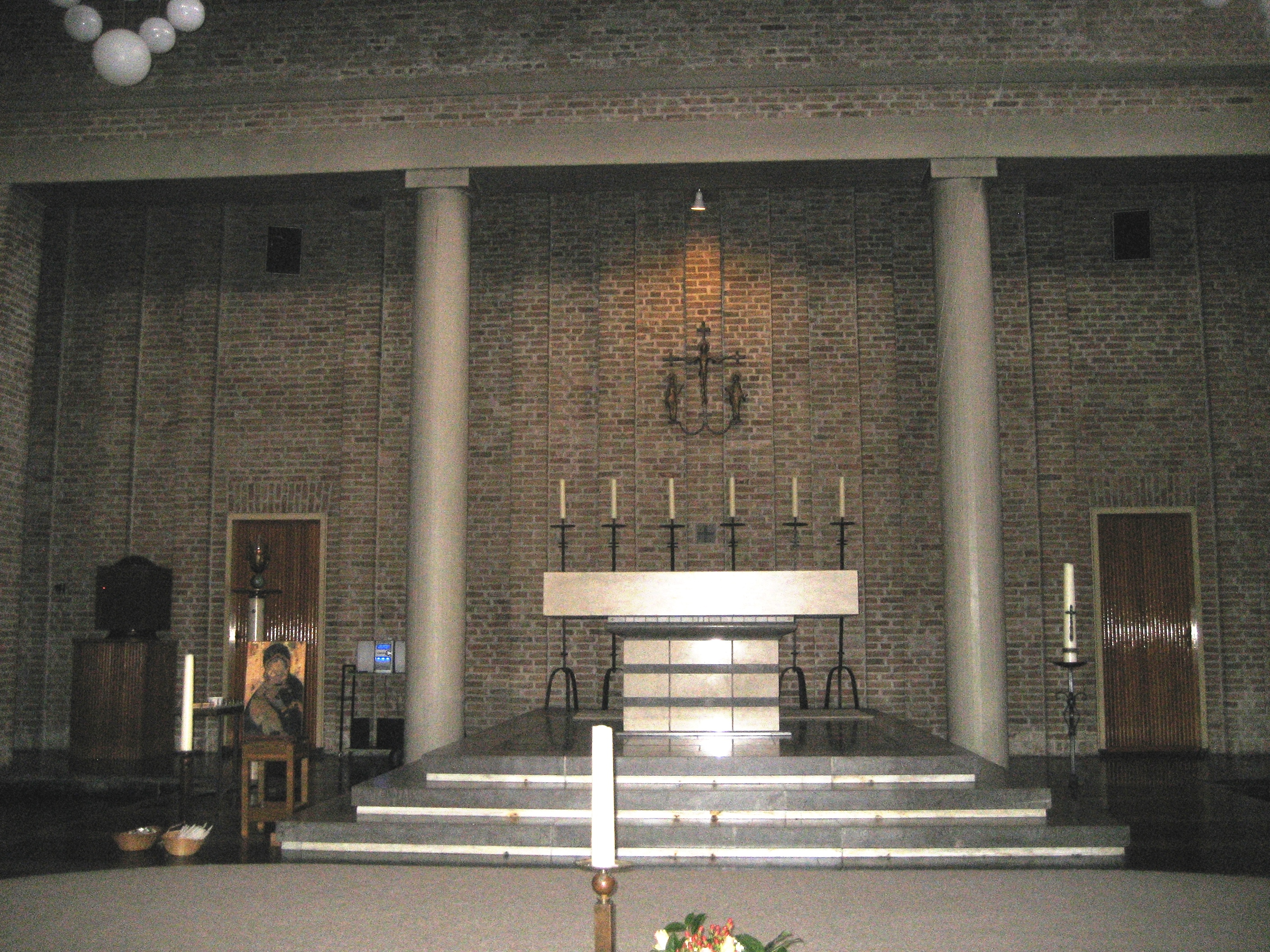
Interieur